# Banda Sinfônica da Cidade do Recife
A Banda Sinfônica da Cidade do Recife é uma banda sinfônica brasileira, fundada em 1958 no Recife.

## Histórico
A banda foi fundada pelo prefeito Pelópidas da Silveira, em 7 de Outubro de 1958, com o objetivo de se apresentar em manifestações cívicas e culturais da cidade. Sua estréia foi no dia 24 de dezembro do mesmo ano, com um concerto no Sítio da Trindade.
Inicialmente, era composta por 34 Músicos. Seu primeiro regente foi o maestro Geraldo Menucci, sucedido por Lourival Oliveira, Antônio Albuqueque, Luiz Caetano, José Genuíno, Júlio Rocha, Ademir Araújo, Edson Rodrigues, Ricardo Normando, Maestro Duda e Nenéu Liberalquino.
Em 1978, o conunto adotou como sede o Teatro do Parque, onde passou a realizar seus ensaios e concertos didáticos.
A partir de 2002, passou a experimentar mudanças em seu estilo e organização. Além de aumentar o número de músicos, chegando a 78 integrantes, passou a incluir no seu repertório temas de jazz e trilhas sonoras.

## Discografia
O único CD da banda foi lançado em 2008, como parte da comemoração pelos seus 50 anos de existência. A gravação ao vivo, no Teatro do Parque, recebeu o acréscimo de solos de Dominguinhos, Proveta e Teca Calazans, gravados em estúdio.
As músicas escolhidas para o CD foram:
- Abertura da Ópera "Il Guarany"
- Leão do Norte
- Gonzaga em Tom Maior (pot-pourri de Luiz Gonzaga)
- Maluquinho
- Melodia Sentimental
- Segura Ele
- Suite Pernambucana de Bolso
- Homenagem a Tom Jobim
- Assum Branco
- Recife, Cidade Lendária
- Fogoió - Homenagem a Sivuca
- Bebê
- Eco-Capibaribe[6]